# Be Free
Be Free або Будзь вольным (початкова назва «Права быць свабодным») — фестиваль білоруської рок-музики, що відбувався в Україні з 2007 по 2009 рік. Участь у фестивалі брали також гурти з інших країн (головно з України та Польщі).

## «Права быць свабодным» 2007
«біл. Права быць свабодным» 2007 р.:
- Час проведення — 22 вересня 2007 р.
- Місце проведення — м. Луцьк.
- Ведучий — Віталь Маліновскі.

### Учасники
- Крама (Білорусь)
- Neuro Dubel (Білорусь)
- Tav.Mauzer[be] (Білорусь)
- Indiga[be] (Білорусь)
- B: N: (Білорусь)
- Znich (Білорусь)
- Сьцяна (Білорусь)
- ULIS[be] (Білорусь)
- Тінь Сонця (Україна)[3][4][5]

## Be Free 2008
- Час проведення — 9-10 серпня 2008 р.
- Місце проведення — м. Львів.[6]
- Ведучий — Олександр Помідоров[be].

### Учасники

#### 9 серпня
- B: N: (Білорусь)
- Partyzone[be] (Білорусь)
- Інкунабула (Україна)
- Pomidor/OFF (Білорусь)
- ROCKAWAY[pl] (Польща)
- žygimont VAZA[be] (Білорусь)
- Vladivostok (Франція)
- Znich (Білорусь)
- Zet (Білорусь)
- Гайдамаки (Україна)
- Voo Voo (Польща)[7]

#### 10 серпня
- Гурт Насті Некрасової з Akana-NHS[be] (Білорусь)
- P.L.A.N. (Білорусь)
- Yar[pl] (Білорусь)
- Джамбібум (Білорусь)
- Litvintroll (Білорусь)
- Стары Ольса (Білорусь)
- WZ-Orkiestra (Білорусь)
- ХуЧ (Україна)
- IQ48 (Білорусь)
- METANOIA (Білорусь)
- Крама (Білорусь)
- ULIS[be] (Білорусь)
- Neuro Dubel (Білорусь)
- Habakuk[pl] (Польща)
- Тартак (Україна)[8][9]

## «Be Free» 2009
- Час проведення — 22-23 серпня 2009 р.[10]
- Місце проведення — м. Чернігів[11].
- Ведучий — Олександр Помідоров[be].[12]

### Учасники

#### 22 серпня
- Небо для Себе (м. Чернігів, Україна)
- Pipl Plant (м. Чернігів, Україна)
- Re1ikt[be] (м. Гомель, Білорусь)
- B: N: (м. Бяроза, Білорусь)
- Zatoczka[ru] (м. Могильов, Білорусь)
- Partyzone[be] (м. Мінськ, Білорусь)
- СкруDG (м. Чернігів, Україна)
- Pomidor/OFF (м. Мінськ, Білорусь)
- Znich (м. Мінськ, Білорусь)
- Vladivostok (Франція)
- Ляпис Трубецкой (м. Мінськ)[13]

#### 23 серпня
- Лена Іванова (м. Чернігів, Україна)
- Glofira (м. Гомель, Білорусь)
- Hair Peace Salon (м. Мінськ, Білорусь)
- Tarpach[be] (м. Мінськ, Білорусь)
- Назад Шляху Немає (м. Київ, Україна)
- Litvintroll (м. Мінськ, Білорусь)
- Imprudence[pl] (м. Мінськ, Білорусь)
- ZERO-85[be] (м. Білосток, Польща)
- ULIS[be] (м. Мінськ, Білорусь)
- Воплі Відоплясова (м. Київ, Україна)[14][15][16]

## Be Free 2010
- Час проведення — 20-22 серпня (21-23 серпня)[17] 2010 р.
- Місце проведення — м. Чернігів.[18]

Запланований фестиваль скасували влади Чернігова.

## Оцінки
Рок-княжна Кася Камоцкая як колумніст «naviny.by» у 2008 році давала таку оцінку фестивалю: «Туди приїжджає усталений набір фанів, усталений набір музикантів. Для української публіки це не цікаво».
Продюсер «Ляписа Трубецкого» Євген Колмиков на прес-конференції в Мінську напередодні Be Free 2009 висловив думку, що проведення подібного роду фестивалю неможливо в Білорусі, так як «атмосфера музичного фестивалю передбачає розкутість, а тут було б величезна кількість міліції, і ця міліція створює фон, який взагалі не сприяє розслабленню». Його думкам вторив Віталій Супрановіч, директор лейблу «БМАgroup», так як відповідь влади на заявку незалежного фестивалю зазвичай приходить всього за кілька днів до початку запланованого заходу та навіть «в разі позитивної відповіді потрібно домовитися з музикантами, зробити рекламу і взяти ще десять погоджень, кожне з яких коштує певні гроші», до того ж «все одно немає гарантії, що через якийсь час після початку концерту не пропаде електрика або не трапиться ще щось».
У той же час представник кампанії «Будзьма беларусамі!» Марія Садовська висловлювала надію на те, що фестиваль, який несе ідею свободи, «через якийсь час, коли це слово буде сприйматися нашою владою по-іншому», зможе бути організований і в Білорусії.

## Заборони
Виїзд учасників на перший фестиваль у вересні 2007 року супроводжувався їх превентивними затриманнями на білоруській стороні.
Останній фестиваль в 2010 році був зірваний чернігівської владою, котрі, по коментарі «Нашої Ниві» Віталія Супрановіча, співорганізатора події, знаходилися «в контакті з офіційною білоруською стороною», яка наполегливо порадив «не дозволяти фестиваль». Про політичний відтінок заборон передавала і радіо «Свобода». Олександр Кулінкович, фронтмен гурту «Neuro Dubel», у своїй колонці на «naviny.by» пов'язав скасування фестивалю з наближенням президентських виборів 2010 року.

## Визнання
Концепція фестивалю була позитивно оцінена Сергієм Михалком, Олегом Скрипкою та іншими музикантами.